# CT Paraná (CT-8)
O CT Paraná foi um contratorpedeiro da Classe Pará da Marinha do Brasil. Foi encomendado em 1906, fazendo parte do Plano Naval daquela época que modernizou a Armada do Brasil.